# Velikié Louki
Velikié Louki (en russe : Великие Луки, littéralement « Grands arcs ») est une ville de l'oblast de Pskov, en Russie. Avec une population de 94 021 habitants en 2016, Velikie Louki est la deuxième ville de l'oblast.

## Géographie
Velikie Louki est arrosée par la rivière Lovat au cours particulièrement sinueux et se trouve à 213 km au sud-est de Pskov et à 445 km à l'ouest de Moscou.

## Histoire
La ville est mentionnée pour la première fois dans une chronique datant de 1166. Après la construction d'une forteresse en 1211, Velikie Louki devient une importante place stratégique qui défend les approches de Pskov et Novgorod. Elle est incorporée à la Moscovie par Ivan le Grand en 1478. Au début du XXe siècle elle devient un important nœud ferroviaire à la suite de la construction de la ligne Riga - Moscou.
Pendant la Seconde Guerre mondiale, la ville fut d'abord occupée par l'Allemagne nazie le 19 juillet 1941 et reprise par le front de l'ouest de l'Armée rouge deux jours plus tard. Les forces allemandes reprirent Velikie Louki le 25 août 1941. De violents affrontements eurent lieu à proximité de la ville en 1941 et 1942. Durant la Bataille de Velikié Louki, une force allemande de 7 000 hommes était encerclée dans la ville, qui avait été fortifiée. Après des mois d'intenses combats, les forces allemandes se rendirent le 17 janvier 1943. Le siège entraîna la destruction presque totale de la ville.
Le 22 août 1944, la ville de Velikie Louki devient le centre administratif de l'oblast de Velikie Louki. Depuis la suppression de cet oblast, le 2 octobre 1957, elle fait partie de l'oblast de Pskov.

## Population
Recensements (*) ou estimations de la population
| 1897* | 1926*  | 1939*  | 1959*  | 1970*  | 1979*   | 1989*   |
| ----- | ------ | ------ | ------ | ------ | ------- | ------- |
| 8 466 | 19 624 | 34 932 | 58 939 | 85 281 | 101 505 | 113 745 |

| 2002*   | 2010*  | 2012   | 2013   | 2014   | 2015   | 2016   |
| ------- | ------ | ------ | ------ | ------ | ------ | ------ |
| 104 979 | 98 778 | 98 427 | 96 866 | 96 514 | 95 606 | 94 021 |

## Personnalités
- Adrian Nepenine (1871–1914), vice-amiral
- Ivan Vinogradov (1891-1983), arithméticien
- Alexandra Bourchenkova (1988), coureuse cycliste
- Viktor Safronov (1917–1999), astrophysicien
- Sergey Firsanov (1982), coureur cycliste

## Sport
- FK Louki-Energia Velikié Louki, club de football évoluant en troisième division russe.